# Ronchetti József
Ronchetti József Rudolf (Galgóc, 1839. április 18. - 1904. október 28.) nyitrai tűzoltóparancsnok, kerületi tűzfelügyelő, kéményseprő, városi képviselő, hegybíró.

## Élete
Olasz származású család sarja. Szülei Ronehetis Antal és Toskano Margaréta voltak. Felesége 1866-tól Vutczay Erzsébet (1843-1916) volt. Gyermekeik voltak Sándor Mihály Péter (1869-1872), Ludmilla Erzsébet Klára (1871-?), Oszkár (1874-1959) és István Márton Baltazár (1880-1950).
1860-tól Nyitrán dolgozott mint kéményseprő segéd, majd bejárta Európa országait (Ausztria, Bajorország, Hollandia, Belgium, Franciaország). Berlinben lett hivatásos tűzoltó, majd Széchenyi Ödön főparancsnoknál tett tiszti vizsgát. Visszatért Nyitrára, s Toscano Gáspár Bécsbe költözésével megvásárolta vállalkozását.
1863. augusztus 23-án tornaegyesület alakítására kapott a várostól engedélyt, melyben a vívás kapott nagyobb szerepet. A város önkéntes tűzoltóságát neki köszönhetően alapították 1869-ben. Szintén alapítója és elnöke volt a Felsőmagyarországi Kéményseprő Ipartársulatnak, az 1903-ban alakuló Magyarországi Kéményseprő-Egyesületnek alelnöke, illetve örökös díszelnöke (arcképét is megfestették). 1889-től a Nyitrai légszeszvilágitási részvénytársaság igazgatósági tagja. 1894-től a Nyitrai Népbank mint részvénytársaság igazgatóságának tagja volt. 1904-ben a Nyitrai Takarékpénztár igazgatóságának tagja, a Nyitrai kereskedelmi és hitelintézet felügyelőbizottságának tagja. Vármegyei és városi képviselőtestületi tag, a Zobori Hegyközség hegybírója, a Nyitrai Ipartestület elnöke, miniszteri tanácsos volt. 

## Művei
- 1899 A nyitrai önkéntes tüzoltó-testület 30 éves története 1869-1899. Nyitra (németül is megjelent)